# Inauguración papal de Francisco
La inauguración papal de Francisco tuvo lugar el 19 de marzo de 2013 en la Plaza de San Pedro de Ciudad del Vaticano. Se celebró la Santa Misa ante líderes políticos y religiosos de todo el mundo. Se estimó una asistencia de entre 150 000 y 200 000 personas. Asistieron delegaciones oficiales de 132 estados y diversos grupos religiosos. Fue la primera investidura papal a la que asistió el Patriarca de Constantinopla en más de mil años.

## Ceremonia

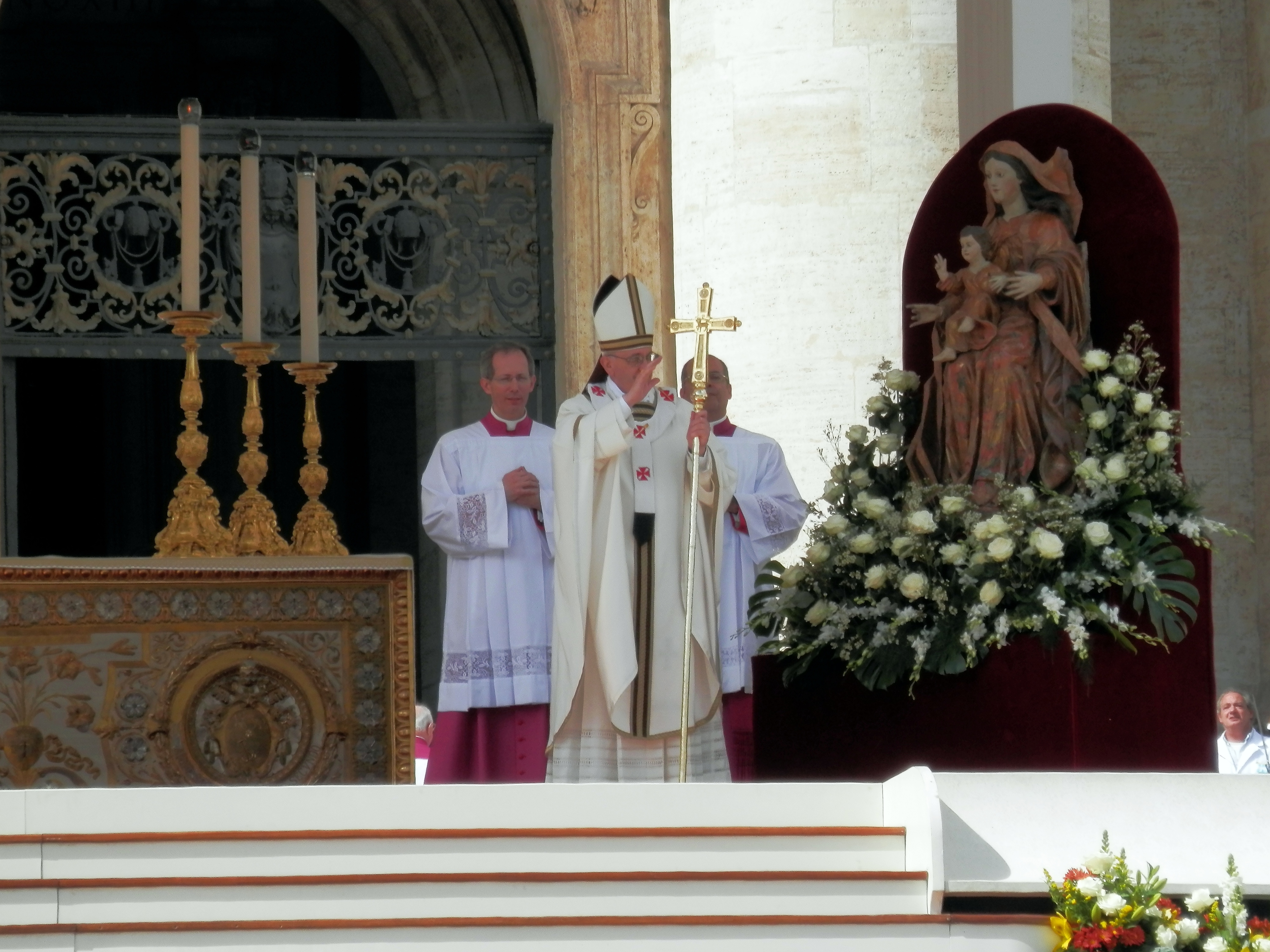
El papa Francisco saluda a la multitud después de la misa.

Aproximadamente media hora antes de la misa, Francisco recorrió la plaza en el papamóvil para saludar a la multitud. Se detuvo y bajó del papamóvil una vez para besar a un hombre discapacitado. El papa Francisco vestía una mitra sencilla, que poseía desde su obispado, así como su casulla a juego. Utilizó la misma férula papal que el papa Benedicto XVI, pero, a diferencia del gran sentido litúrgico de Benedicto XVI, el papa Francisco mantuvo la simplicidad en los cantos y las acciones litúrgicas.
Tras la llegada del papa, la ceremonia comenzó con el descenso del nuevo papa a la tumba de San Pedro en la Basílica de San Pedro. El papa, junto con los patriarcas y arzobispos mayores de las Iglesias católicas orientales, rezó ante la tumba. Posteriormente, dos diáconos sacaron el palio —un chal de lana de cordero— y el Anillo del Pescador de la tumba donde habían sido depositados previamente y los subieron en procesión. A continuación, el papa, los patriarcas y arzobispos mayores de las Iglesias católicas orientales subieron a la planta principal de la basílica y, junto con los demás cardenales, obispos y demás clérigos, procedieron en procesión hacia la plaza cantando las «Laudes Regiæ».
El cardenal protodiácono, cardenal Jean-Louis Tauran, impuso el palio al papa. El cardenal-sacerdote de mayor rango presente, Godfried Danneels, leyó la oración por el nuevo papa antes de que se le entregara el Anillo del Pescador. Angelo Sodano, decano del Colegio Cardenalicio, le entregó su Anillo del Pescador de plata bañada en oro, a diferencia de los de sus predecesores, que eran de oro. Seis cardenales, dos de cada rango, profesaron entonces su obediencia al papa Francisco en nombre del Colegio Cardenalicio. En ceremonias anteriores, todos los cardenales lo hicieron.
Según un portavoz del Vaticano, asistieron entre 150 000 y 200 000 personas.

## Homilía
El papa Francisco pronunció su homilía en italiano. Se centró en la Solemnidad de San José, día litúrgico en el que se celebró la Misa. Afirmó que todos debemos cuidar la tierra y a los demás, como José cuidó de Jesús y María. Expuso un plan para su propia acción: «El papa, al ejercer el poder, también debe adentrarse cada vez más en ese servicio, que tiene su culminación radiante en la cruz».

## Delegaciones oficiales
Unos 132 estados y organizaciones internacionales enviaron delegaciones a la inauguración. Entre ellas se encontraban 6 gobernantes, 31 jefes de Estado, 3 príncipes y 11 jefes de gobierno.

### Estados

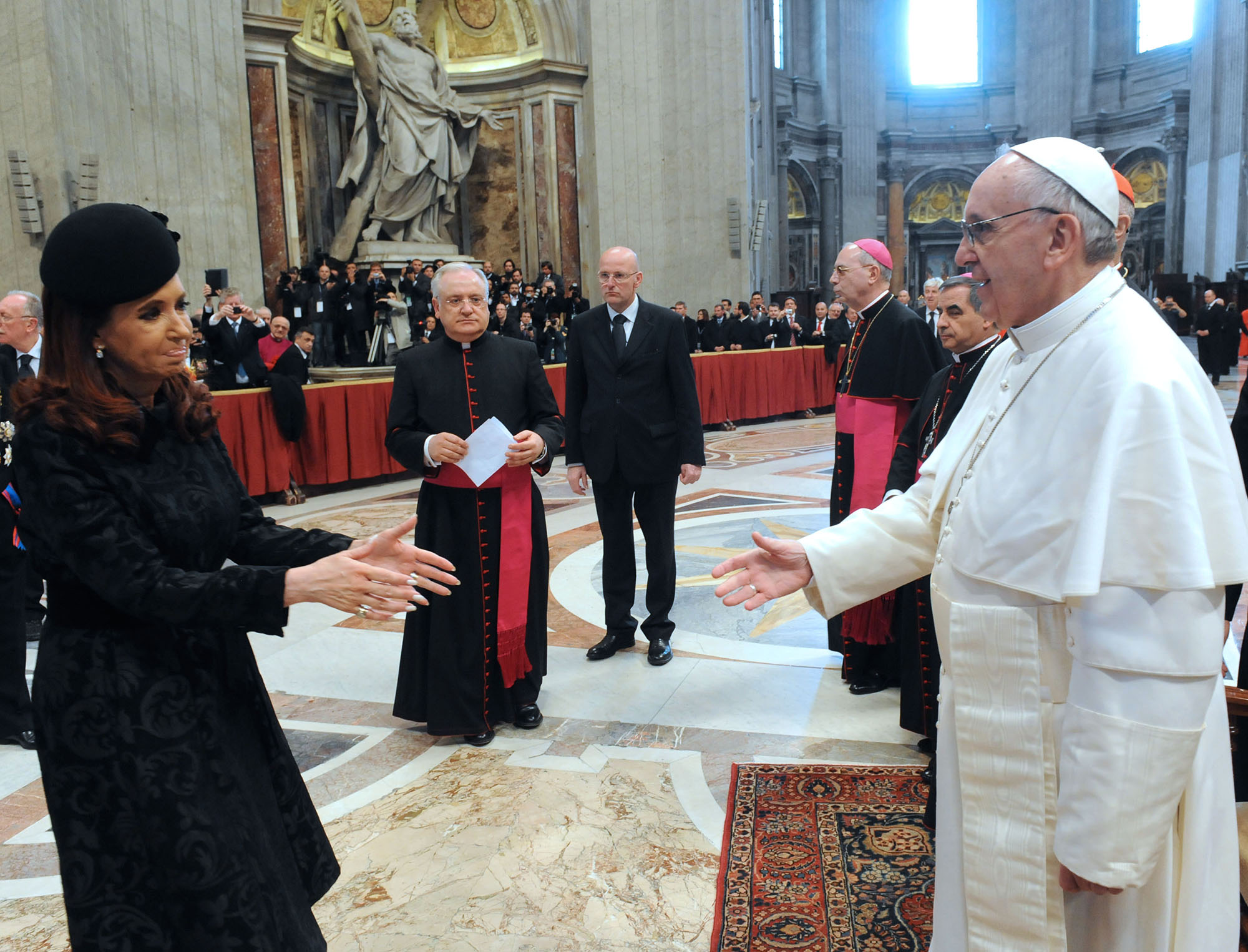
La presidenta de Argentina, Cristina Fernández de Kirchner, junto al papa Francisco durante la misa de instalación.

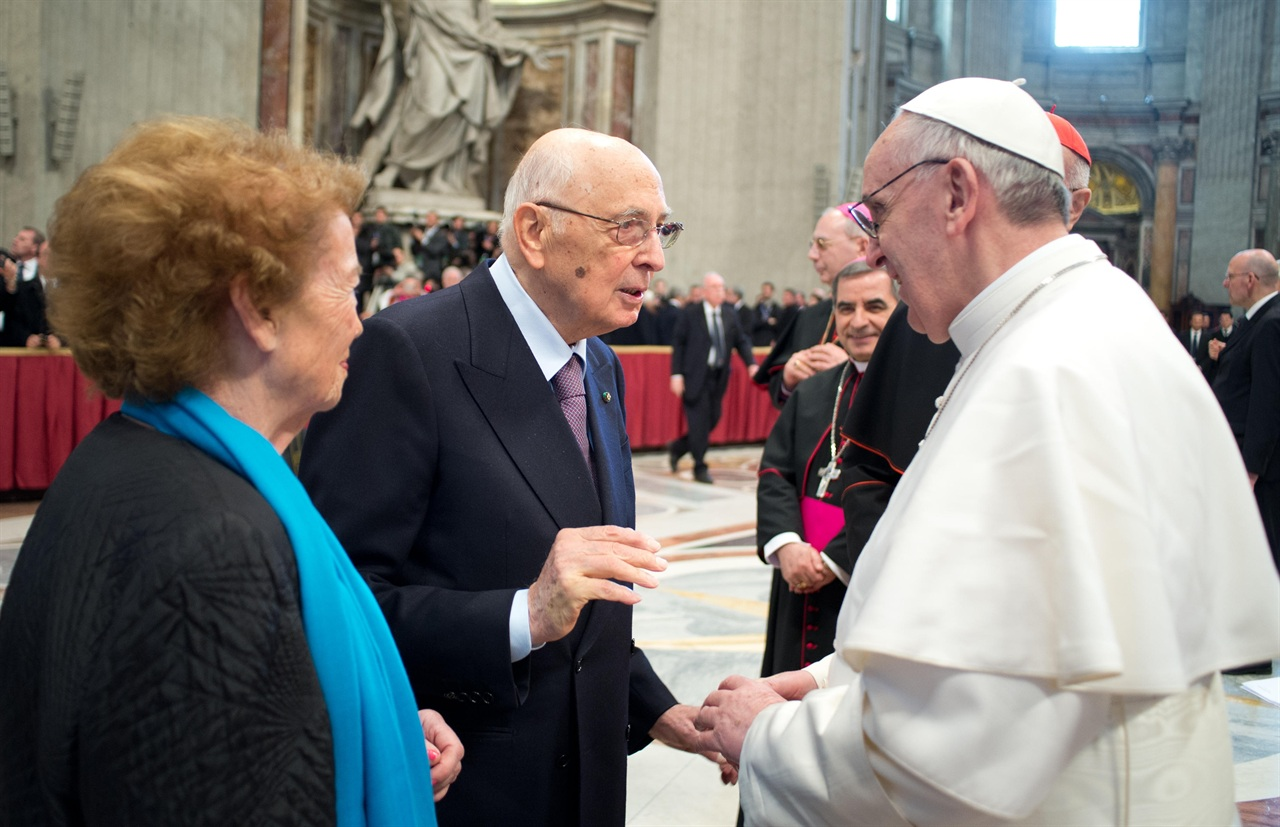
El presidente de Italia, Giorgio Napolitano, y su esposa, Clio, saludan al papa Francisco.

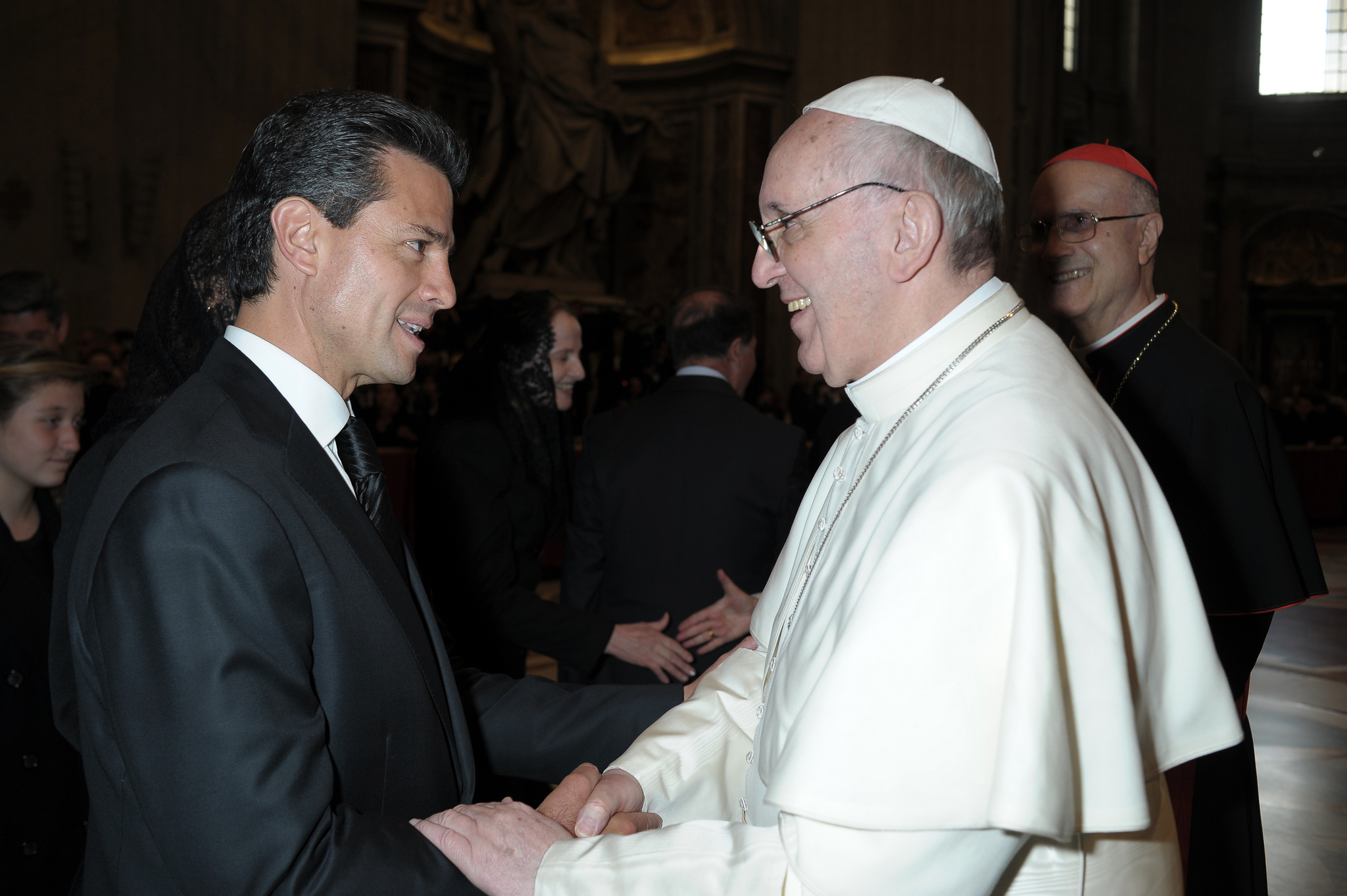
El presidente mexicano Enrique Peña Nieto se reúne con el papa Francisco en la inauguración papal.

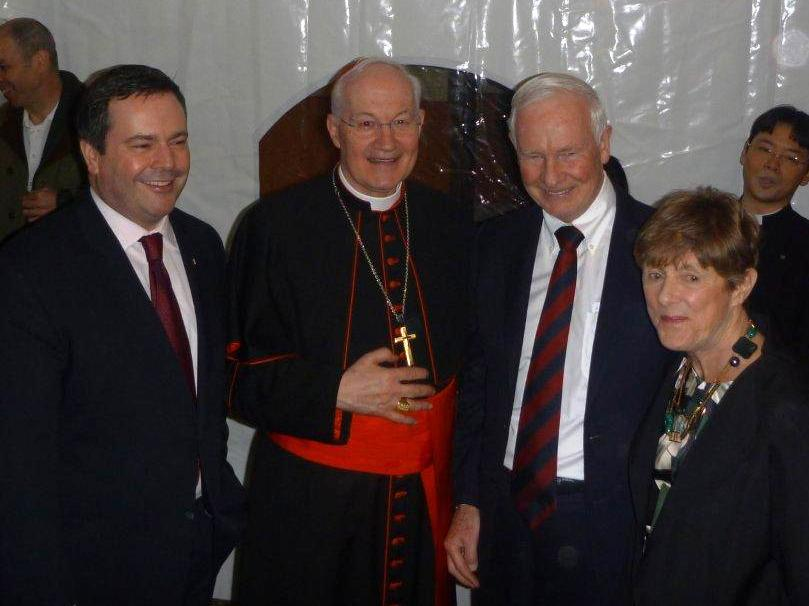
El gobernador general de Canadá, David Johnston, y su esposa, Sharon, con Jason Kenney y Marc Ouellet la noche anterior.

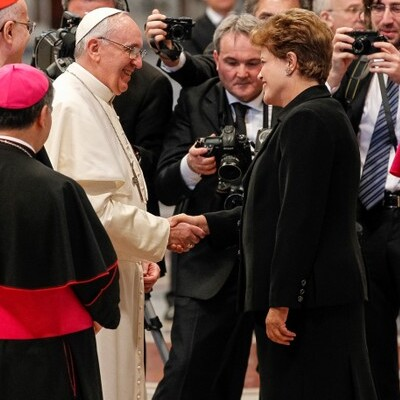
La presidenta brasileña, Dilma Rousseff, saluda al papa Francisco.

| País                 | Delegación oficial | Ref.          |
| -------------------- | --- | ------------- |
| Albania              | Primer ministro Sali Berisha |               |
| Alemania             | Presidente del Bundestag Norbert Lammert Presidente del Bundesrat Winfried Kretschmann Canciller Angela Merkel Vicecanciller Philipp Rösler |               |
| Andorra              | Copríncipe Joan-Enric Vives, obispo de Urgel |               |
| Angola               | Vicepresidente Manuel Vicente | [ 14 ]        |
| Argentina            | Presidenta Cristina Fernández de Kirchner |               |
| Armenia              | Presidente Serzh Sargsián | [ 15 ]        |
| Austria              | Presidente Heinz Fischer y su esposa, Margit Fischer Canciller Werner Faymann Vicecanciller Michael Spindelegger |               |
| Bangladés            | Ministro de Asuntos Exteriores Dipu Moni | [ 16 ]        |
| Baréin               | Príncipe Abdullah bin Hamad bin Isa Al Khalifa |               |
| Bélgica              | El rey Alberto II y la reina Paola Primer ministro Elio Di Rupo |               |
| Bielorrusia          | Presidente del Consejo de la República Anatoli Rubinov Embajador ante la Santa Sede Sergey Aleinik | [ 17 ]        |
| Bosnia y Herzegovina | Primer ministro Vjekoslav Bevanda Ministro de Asuntos Exteriores Zlatko Lagumdžija Ministro de Asuntos Civiles Sredoje Nović Jefe del Gabinete del Primer Ministro Eugen Šušak | [ 18 ]        |
| Brasil               | Presidenta Dilma Rousseff |               |
| Bulgaria             | Presidente Rosen Plevneliev |               |
| Canadá               | Gobernador general David Johnston y su esposa Sharon Johnston Ministro de Ciudadanía, Inmigración y Multiculturalismo Jason Kenney | [ 19 ]        |
| República Checa      | Vice primer ministro y ministro de Asuntos Exteriores Karel Schwarzenberg | [ 20 ]        |
| Chile                | Presidente Sebastián Piñera y primera dama Cecilia Morel |               |
| República de China   | Presidente Ma Ying-jeou y primera dama Christine Chow Mei-ching Viceministra de Asuntos Exteriores Vanessa Shih |               |
| Chipre               | Secretario Permanente del Ministerio de Asuntos Exteriores Andreas Mavroyiannis | [ 21 ]        |
| Colombia             | Ministra de Relaciones Exteriores María Ángela Holguín |               |
| Corea del Sur        | Ministro de Cultura, Deportes y Turismo Yoo Jin-ryong |               |
| Costa Rica           | Presidenta Laura Chinchilla |               |
| Croacia              | Presidente Ivo Josipović y primera dama Tatjana Josipović Primera vice primera ministra y ministra de Asuntos Exteriores y Europeos Vesna Pusić | [ 22 ]        |
| Cuba                 | Primer vicepresidente Miguel Díaz-Canel | [ 23 ]        |
| República Dominicana | Primera dama Cándida Montilla Espinal |               |
| Ecuador              | Presidente Rafael Correa | [ 24 ]        |
| Egipto               | Ministro de Cultura Mohamed Saber Ibrahim Arab |               |
| Eslovaquia           | Presidente Ivan Gašparovič | [ 25 ]        |
| Eslovenia            | Presidente Borut Pahor |               |
| España               | Felipe y Letizia, Príncipes de Asturias Presidente del Gobierno Mariano Rajoy | [ 26 ]        |
| Estados Unidos       | Vicepresidente Joe Biden y su hermana, Valerie Biden Owens Líder de la minoría en la Cámara de Representantes Nancy Pelosi Gobernadora de Nuevo México Susana Martínez |               |
| Filipinas            | Vicepresidente Jejomar Binay | [ 27 ]        |
| Francia              | Primer ministro Jean-Marc Ayrault Ministro de Asuntos Exteriores y Europeos Laurent Fabius |               |
| Honduras             | Presidente Porfirio Lobo |               |
| Hungría              | Presidente János Áder y primera dama Anita Herczegh Vice primer ministro Zsolt Semjén Secretario de Estado para Asuntos Religiosos, Étnicos y de la Sociedad Civil György Hölvényi | [ 28 ]        |
| India                | Vicepresidente de Rajya Sabha P. J. Kurien | [ 29 ]        |
| Irlanda              | Presidente Michael D. Higgins y primera dama Sabina Higgins Ministro de Finanzas Michael Noonan | [ 30 ]        |
| Italia               | Presidente Giorgio Napolitano y primera dama Clio Maria Bittoni Primer ministro Mario Monti Presidente del Senado Pietro Grasso Presidenta de la Cámara de Diputados Laura Boldrini |               |
| Japón                | Ex primer ministro Yoshirō Mori |               |
| Kosovo               | Primer ministro Hashim Thaçi | [ 31 ]        |
| Líbano               | Primer ministro Najib Mikati |               |
| Liechtenstein        | Príncipe heredero Luis de Liechtenstein y su esposa, la princesa heredera Sofía de Baviera |               |
| Lituania             | Presidenta Dalia Grybauskaitė |               |
| Luxemburgo           | Gran duque Enrique de Luxemburgo y la gran duquesa María Teresa de Luxemburgo |               |
| Malta                | Presidente George Abela Primer ministro Joseph Muscat Líder de la oposición Lawrence Gonzi | [ 32 ]        |
| México               | Presidente Enrique Peña Nieto y primera dama Angélica Rivera |               |
| Mónaco               | Príncipe Alberto II de Mónaco y la princesa Charlene de Mónaco |               |
| Países Bajos         | Guillermo Alejandro y Máxima, príncipe y princesa de Orange Primer ministro Mark Rutte |               |
| Nicaragua            | Vicepresidente Omar Halleslevens | [ 33 ]        |
| Nigeria              | Presidente del Senado David Mark Ministra de Aviación Stella Oduah-Ogiemwonyi Ministra de Estado Viola Onwuliri | [ 34 ]        |
| Nueva Zelanda        | Ministro del Gabinete Chris Finlayson | [ 35 ]        |
| Paraguay             | Presidente Federico Franco | [ 36 ]        |
| Perú                 | Ministro de Asuntos Exteriores Rafael Roncagliolo |               |
| Polonia              | Presidente Bronisław Komorowski y primera dama Anna Komorowska Presidente del Senado Bogdan Borusewicz Expresidente Lech Wałęsa Director de la Oficina del Primer Ministro Jacek Cichocki | [ 37 ]        |
| Portugal             | Presidente Aníbal Cavaco Silva |               |
| Reino Unido          | Ricardo y Brígida, duques de Gloucester (en representación de la reina del Reino Unido y gobernadora suprema de la Iglesia de Inglaterra) Sayeeda Warsi, ministra principal de Estado para Asuntos Exteriores y de la Mancomunidad y Ministra de Fe y Comunidades Ministro sin cartera Kenneth Clarke | [ 38 ] [ 39 ] |
| Rumania              | Presidente Traian Băsescu |               |
| Rusia                | Presidente de la Duma Estatal Serguéi Narishkin |               |
| El Salvador          | Ministro de Relaciones Exteriores Hugo Martínez | [ 40 ]        |
| San Marino           | Secretario de Estado de Asuntos Exteriores y Política Pasquale Valentini | [ 41 ]        |
| Serbia               | Presidente Tomislav Nikolić Ministro de Asuntos Exteriores Ivan Mrkić |               |
| Seychelles           | Ministro de Asuntos Exteriores Jean-Paul Adam | [ 42 ]        |
| Singapur             | Ministra de la Oficina del Primer Ministro Grace Fu | [ 43 ]        |
| Sri Lanka            | Viceministro de Asuntos Exteriores Neomal Perera Viceministro de Pesca y Recursos Acuáticos Sarath Kumara Gunaratna Miembro del Parlamento John Amaratunga | [ 44 ]        |
| Suiza                | Consejero Federal Didier Burkhalter | [ 45 ]        |
| Ucrania              | Vice primer Ministro Kostyantyn Hryshchenko | [ 46 ]        |
| Venezuela            | Presidente de la Asamblea Nacional Diosdado Cabello | [ 47 ]        |
| Zimbabue             | Presidente Robert Mugabe y primera dama Grace Mugabe |               |

La representación de Taiwán se encontró con la oposición de China continental, que pidió al Vaticano que pusiera fin a las relaciones diplomáticas con ese Estado.

### Otros
| Sujeto de Derecho internacional     | Delegación oficial | Ref.                 |
| ----------------------------------- | --- | -------------------- |
| Unión Europea                       | Presidente del Consejo Europeo Herman Van Rompuy Presidente de la Comisión Europea José Manuel Durão Barroso Presidente del Parlamento Europeo Martin Schulz | [ 49 ] [ 50 ] [ 51 ] |
| Organización de las Naciones Unidas | Director General de la Organización de las Naciones Unidas para la Alimentación y la Agricultura (FAO) José Graziano da Silva                                | [ 52 ]               |
| Soberana Orden Militar de Malta     | Príncipe y Gran Maestre Matthew Festing | [ 53 ]               |

### Figuras religiosas

#### Iglesias cristianas
| Iglesia                                        | Delegación oficial | Ref.   |
| ---------------------------------------------- | --- | ------ |
| Iglesias ortodoxas orientales                  | |        |
| Iglesia ortodoxa de Constantinopla             | Patriarca de Constantinopla Bartolomé I                                                                                                  | [ 54 ] |
| Iglesia ortodoxa rusa                          | Departamento de Relaciones Exteriores de la Iglesia del Patriarcado de Moscú Hilarión (Alféyev)                                          | [ 55 ] |
| Iglesia ortodoxa serbia                        | Metropolitano de Montenegro y el Litoral y Administrador de la Eparquía de Buenos Aires (y América Central y del Sur) Amfilohije Radović | [ 56 ] |
| Iglesia ortodoxa en América                    | Metropolitano de toda América y Canadá Tikhon                                                                                            | [ 57 ] |
| Iglesia ortodoxa montenegrina                  | Arzobispo de Cetinje y Montenegro Mihailo                                                                                                | [ 58 ] |
| Iglesias anglicanas y católicas antiguas       | |        |
| Iglesia de Inglaterra                          | Arzobispo de York y primado de Inglaterra John Sentamu                                                                                   | [ 59 ] |
| Iglesia episcopal                              | Obispo encargado de la Convocatoria de Iglesias Episcopales en Europa Pierre Whalon                                                      |        |
| Unión de Utrecht (antiguas Iglesias católicas) | Arzobispo de Utrecht Joris Vercammen | [ 60 ] |
| Ortodoxo oriental                              | |        |
| Iglesia apostólica armenia                     | Católico de todos los armenios Karekin II                                                                                                | [ 61 ] |

El Patriarca de Constantinopla no había asistido a una inauguración papal desde el Cisma de Oriente de 1054. Los líderes ortodoxos afirmaron que la decisión del patriarca Bartolomé I de Constantinopla de asistir demostraba que consideraba prioritaria la relación entre las iglesias ortodoxa y católica. También señalaron que la bien documentada labor de Francisco en favor de la justicia social y su insistencia en que la globalización perjudica a los pobres podrían haber creado una nueva oportunidad para que ambas comunidades eclesiásticas trabajen conjuntamente en temas de interés mutuo.

#### Otras religiones
| Cuerpo                               | Delegación oficial                                                                                 | Ref.   |
| ------------------------------------ | -------------------------------------------------------------------------------------------------- | ------ |
| Budismo                              | |        |
| Risshō Kōsei Kai                     | Presidente Nichiko Niwano                                                                          | [ 65 ] |
| Judaísmo                             | |        |
| Comunidad judía italiana             | Gran Rabino de Roma Riccardo Di Segni Presidente de la comunidad judía de Roma Riccardo Pacifici   |        |
| Gran Rabinato de Israel              | Director General Oded Wiener                                                                       | [ 66 ] |
| Islam                                | |        |
| Comunidad Islámica de Serbia         | Mufti de Serbia y vicepresidente de Rijaset de la Comunidad Islámica de Serbia Muhamed Jusufspahić |        |
| Comunidad Islámica de América Latina | Secretario General de la Organización Islámica de América Latina Mohamed Youssef Hajar             |        |